# 반다이 스피리츠
반다이 스피리츠(영어: BANDAI SPIRITS, 일본어: バンダイスピリッツ)는 하이타겟 층을 위한 완구, 프라모델, 편의점 등에서의 경품 등을 기획, 개발, 제조, 판매하는 일본의 기업이다. 반다이 남코 홀딩스가 100%의 지분을 가지고 있는 자회사이다.

## 개요
반다이 남코 그룹은 2019년 4월~2021년 3월의 중기 경영 계획에서 중기 비전에 "CHANGE for the NEXT 도전·성장·진화"를 내걸고 있다. 반다이는 저연령층 외에도 성인층의 타켓 확대에 힘쓰고 있었지만, 윤리 기준이나 안전 기준이 저연령층과 성인층이 달라서 동일한 브랜드로 상품을 전개하는 것이 반다이의 성장을 저해하는 요인이 되고 있었다.
2018년 2월 9일에 반다이 남코 그룹의 구조 조정 계획이 발표되었고, 토이, 하비 유닛 가운데 반다이에서 하이타겟 층을 위한 완구, 프라모델의 기획, 개발, 제조, 판매를 담당하는 콜렉터즈 사업부 및 하비 사업부가 다루고 있는 사업 및 반프레스토에서 편의점 등을 위한 경품 등의 기획, 개발, 제조, 판매를 다루는 사업을 각각 새롭게 설립되는 회사로 이관한다고 발표했다. 반다이 남코 홀딩스는 2018년 2월 15일에 하이타겟 층을 위한 완구, 프라모델, 편의점 등에서를 위한 경품 등을 기획, 개발, 제조, 판매 사업을 승계하는 새로운 회사로 주식회사 반다이 스피리츠를 설립하고, 2018년 4월 1일자로 이러한 사업들을 흡수 분할에 의해 양도받았다.
2019년 4월 1일에 반프레스토를 흡수하고, 남아있던 프라이즈 경품 사업 등을 계승했다.

## 연혁
- 2018년
  - 2월 15일 - 설립.
  - 3월 28일 - 경제산업성이 산업 경쟁력 강화법 제24조 제1항의 규정에 따라 반다이 스피리츠로부터 제출된 "사업 재편 계획"을 승인했다.[8]
  - 4월 1일 - 반다이로부터 콜렉터즈 사업부, 하비 사업부, IP 로케이션 개발부, 넷 전략실의 각 부서 및 이러한 부서가 다루고 있는 사업 및 반프레스토로부터 편의점 등을 위한 경품 등을 기획, 개발, 제조, 판매하는 사업을 각각 흡수 분할에 의해 양도받았다.[9]
- 2019년
  - 4월 1일 - 반프레스토를 흡수 합병해, 반프레스토의 권리 의무의 모든 것을 승계했다.[10][11]

## 이관을 받은 제품
- 반다이로부터 이관
  - 건프라 등의 프라모델 제품 (미니프라 등 식완으로 발매되는 것은 제외)
  - B 트레인 쇼티
  - 타마시이 네이션즈[12][13]
    - S.H.피규아츠
    - 초합금 시리즈
    - 로봇혼
    - 성투사성의신화

  - 반다이 공식 판매 사이트 "프리미엄 반다이"
  - 건담 베이스 도쿄, 건담 카페, 건담 스퀘어의 운영
- 반프레스토로부터 이관
  - 제일복권
  - CRANEKING (인형뽑기 경품)  ※2019년 4월부터
  - 카피바라상  ※2019년 4월부터

## 같이 보기
- 반다이 하비 센터